# Soluna Samay
Soluna Samay Kettel, vagy röviden Soluna Samay, (Guatemalaváros, 1990. augusztus 27. –) guatemalai–dán énekesnő, aki már ötévesen énekelni kezdett. Szüleivel tízéves koráig éltek Guatemalában, aztán költöztek Dániába. Folyékonyan beszél dánul, angolul, németül és spanyolul is. Első albuma 2011 szeptemberében jelent meg két év munka után. A 2012-es Eurovíziós Dalfesztiválon Dánia színeiben lépett színpadra Bakuban, a Should’ve Known Better című dalával, mivel a 2012. január 21-én rendezett Dansk Melodi Grand Prix-t megnyerte. A dalversenyen a huszonharmadik helyet érte el.

## Diszkográfia
Első albuma, a „Sing Out Loud” 2011 szeptemberében jelent meg.
Első singla, a „I Wish I Was a Seagull” (Ozella Music; 2003)

## Fordítás
- Ez a szócikk részben vagy egészben  a   Soluna Samay című angol Wikipédia-szócikk fordításán alapul.  Az eredeti cikk szerkesztőit annak laptörténete sorolja fel. Ez a jelzés csupán a megfogalmazás eredetét és a szerzői jogokat jelzi, nem szolgál a cikkben szereplő információk forrásmegjelöléseként.